# Pumpkin Scissors
Pumpkin Scissors (パンプキンシザーズ, Panpukin Shizāzu, tạm dịch: Kéo bí ngô) là một manga sáng tác bởi Iwanaga Ryoutarou, ban đầu được xuất bản ở Magazine GREAT năm 2002, nhưng sau đó chuyển đến Monthly Shōnen Magazine trong tháng 10 năm 2006. Bộ truyện đã được Del Rey Manga mua bản quyền và phát hành ở Bắc Mỹ như đã thông báo tại Hội nghị Comic New York (New York Comic Convention) năm 2007.
Phiên bản anime của Kéo bí ngô - được sản xuất bởi hãng Gonzo và AIC - bắt đầu phát sóng ngày 2 tháng 10 năm 2006 trên kênh Tokyo MX và kết thúc với tập 24 vào ngày 19 tháng 3 năm 2007. Loạt phim được phát sóng tại Bắc Mỹ bởi ADV Films; trong năm 2008, nó đã trở thành một trong hơn 30 thương hiệu chuyển từ ADV sang Funimation Entertainment, nhà phân phối chính của anime trên thế giới nói tiếng Anh.

## Nội dung
Lấy bối cảnh giống như Tây Âu, trong đó một cuộc chiến tranh tàn khốc vừa kết thúc tương tự như hai cuộc chiến tranh thế giới đã xảy ra vào đầu thế kỷ 20, Đế chế Hoàng gia (Royal Empire) và Cộng hòa băng giá (Republic of Frost) đã tuyên bố một lệnh ngừng bắn để kết thúc cuộc chiến vô thời hạn. Đế chế bị ảnh hưởng bởi nạn đói, và bệnh dịch, những cựu chiến binh trở thành cướp, ăn trộm và các hình thức tội phạm khác, lập ra những băng nhóm để sống sót trong thời kỳ hậu chiến tranh. Để hỗ trợ cho người dân của Đế chế trong nỗ lực cứu trợ chiến tranh, Tiểu đội III quân đội Đế chế (Imperial Army State Section III), được biết đến là đơn vị Kéo bí ngô (Pumpkin Scissors), được thành lập.
Tên của nhóm là ý tưởng của một trong những sĩ quan của nhóm, Thiếu úy Alice L. Malvin. Theo cô, trong nỗ lực cứu trợ chiến tranh của họ, họ phải đối mặt với "mối đe dọa của những kẻ tham nhũng, những người tự bảo vệ mình bằng cách dựa vào sự dối trá, quyền lực, tiền bạc tương tự như vỏ của quả bí ngô, và Tiểu đội III phải hành động như một cây kéo cắt qua những lớp vỏ đó và đem lại công bằng cho người dân. Đây là một thông điệp liên tục có những gợn sóng trong suốt câu chuyện. Tuy nhiên, đơn vị liên tục bị phê phán là công cụ tuyên truyền mà chính phủ sử dụng và được xem như là một sự xúc phạm đến các nỗ lực cứu trợ của cuộc chiến trong quân đội, cũng như của công dân Đế chế. Randel Oland, một người lính kỳ cựu với một quá khứ bí ẩn tham gia hàng ngũ của họ và đơn vị bắt đầu hoạt động nghiêm túc hơn khi cốt truyện của anime bắt đầu được sáng tỏ.
Anime bao gồm năm phần đầu tiên của truyện tranh và một phần của phần 6 với một vài thay đổi. Trong thời gian kết thúc của mùa một, có một thông báo cho thấy sắp có một mùa hai.

## Nhân vật
Đại uý Hunks (ハンクス)
- Lồng tiếng bởi: Chou (Nhật Bản), Marty Fleck (tiếng Anh)

Sĩ quan chỉ huy và quản trị viên của Kéo bí ngô. Ông đưa ra nhiệm vụ cho nhóm, thể hiện 1 phong thái bình tĩnh, cân bằng với thái độ nóng vội của Thiếu úy Malvin.
Thiếu úy Alice L. Malvin (アリス・L・マルヴィン)
- Lồng tiếng: Itou Shizuka (Nhật Bản), Kaytha Coker (tiếng Anh)

Nữ nhân vật chính của câu chuyện. Là chỉ huy thứ hai của Kéo bí ngô. Là một người lính thiếu kinh nghiệm xuất thân quý tộc trong những học viên tốt nghiệp ở học viện ngay trước khi lệnh ngừng bắn được công bố (lệnh ngừng bắn đã được công bố ở giữa buổi lễ tốt nghiệp cho lớp của cô là các sĩ quan ở học viện quân sự). Thái độ nóng tính và thiếu thận trọng của Alice thường có xu hướng đôi khi đưa cô và cấp dưới của mình vào nguy hiểm. Cô có một ý thức mạnh mẽ về nhiệm vụ và công lý và cố gắng sống theo truyền thống quân sự của gia đình, trái với cha mình và niềm tin của chị em cho rằng cô phải luôn có hành vi nữ tính. Mặc dù là người thừa kế hiện tại của gia đình nhưng cô có thể sẽ mất vị trí này một khi em trai của cô đến tuổi trưởng thành.
Trái với cấp dưới của cô luôn luôn tham gia chiến đấu với súng ống, Alice luôn lựa chọn vũ khí là một thanh kiếm ngắn có khắc biểu tượng của gia đình cô trên đó, nhưng trong một số trường hợp đặc biệt cô thể hiện kỹ năng thực sự của mình trong trận chiến khi vung vũ khí đặc biệt của cô, một thanh kiếm kỵ binh dài 2 lưỡi được gọi là Mahne. Một đặc điểm kỳ lạ của cô là đôi khi cô cảm thấy ớn lạnh trên cổ của cô khi một cái gì đó rất tốt hoặc rất xấu sắp xảy ra, nhưng trong anime sự ớn lạnh này được biểu thị trong lần gặp gỡ đầu tiên của cô với Randel Oland. Alice đã đính hôn với một quý tộc, Lionel Taylor, người có vẻ như hỗ trợ cho những lý tưởng của cô. Tuy nhiên, có vẻ một số tình cảm giữa cô và Randel Oland là 1 bí ẩn trong suốt câu chuyện, đặc biệt là trong tập 22.
Chuẩn úy Machs (マーチス)
- Lồng tiếng: Suzuki Chihiro (Nhật Bản), Blake Shepard (tiếng Anh)

Là một trong những sinh viên tốt nghiệp hàng đầu của học viện. Một số gợi ý trong tập phim cho thấy rằng anh biết phòng thủ rất tốt dựa trên võ thuật
Chuẩn úy Oreldo (オレルド)
- Lồng tiếng: Toriumi Kousuke (Nhật Bản), Gray Haddock (tiếng Anh)

Người bạn thời thơ ấu của Machs, Oreldo là một người lính trẻ, đẹp trai rất cuốn hút các cô gái. Anh rất thông minh, tháo vát và là chuyên gia mở khóa. Quá khứ của anh vẫn chưa được giải thích đầy đủ, nhưng anh ta dường như là dân đường phố trước khi tham gia quân đội.
Thượng sĩ Lili Stecchin (リリ・ステッキン)
- Lồng tiếng:  Ueda Kana (Nhật Bản), Monica Passley (tiếng Anh)

Cô là thành viên phục vụ lâu dài nhất của đơn vị Pumpkin Scissors. Quá khứ của cô ít được biết đến ngoại trừ 1 điều rằng cô là một phần của ban nhạc quân đội trước đây. Cô đóng vai trò phục vụ cho Đại ý Hunks và cũng chịu trách nhiệm chăm sóc Mercury. Cô cũng phấn chấn với việc  Randel được tuyển dụng vào đơn vị, do cuối cùng cuối cùng cô cũng hơn cấp bậc ai đó (ngoại trừ Mercury) và có "một thuộc hạ!".
Hạ sĩ Oland Randel (ランデル・オーランド) 
- Lồng tiếng: Miyake Kenta  (Nhật Bản), Adam Dudley (tiếng Anh)

Nhân vật nam chính. Một người lính đã nghỉ hưu nhưng tham gia Kéo bí ngô để hỗ trợ cho nỗ lực cứu trợ chiến tranh của họ. Anh là một thành viên của lực lượng lính chống tăng bí mật 901, về cơ bản là các binh sĩ được đào tạo để có thể tiêu diệt xe tăng của đối phương. Đơn vị này, cũng được biết đến như là "Gespenster Jäger" (tiếng Đức cho "Thợ săn ma" hay "Ghost Hunter") là một phần của "Đội 9 tàng hình"(Invisible 9). Họ được huấn luyện đặc biệt để bỏ qua sự đau đớn và sợ hãi để nghênh chiến xe tăng và xe bọc thép ở cự li gần. Trong khi họ là đơn vị bí mật, tất cả những người lái xe tăng đã được cảnh báo là phải cảnh giác với những người lính mang theo một chiếc đèn lồng màu xanh.
Mặc dù có tầm vóc ấn tượng (cao hơn sáu feet), và một cơ thể đầy vết sẹo, phần lớn thời gian Rander tỏ ra rất hiền lành và ngây thơ. Nhưng khi anh ta gặp rắc rối thì anh bật đèn màu xanh đánh dấu "901-ATT", và anh trở thành một chiến sĩ đáng sợ và tàn nhẫn. Anh có khả năng đánh bại đánh bại các đơn vị cơ giới của kẻ thù bằng khẩu súng chống tăng mm 13 của anh, được gọi là "" Súng phá cửa "" (Door knocker, tên gợi nhớ đến khẩu súng lục Thompson Contender). Sau đó anh có vẻ sử dụng một loại lưỡi kéo lớn và được sử dụng để tách các tấm kim loại bọc ngoài áo giáp của xe tăng để có thể tấn công người lái
Do phong cách thiếu thận trọng của anh trong chiến đấu hoặc sự quên đi đau đớn và sợ hãi, Randel thường xuyên nhập viện trong truyện.
Mercury (マーキュリー号)
- Lồng tiếng: Ogawa Kazuki (Nhật Bản), Smokey DeLange (Tập 1-4), George Manley (Tập 7 +) (tiếng Anh)

Thường được gọi là "Merc" (Mer-kun trong phiên bản tiếng Nhật). Là chó đưa thư của Kéo bí ngô, có thói quen xấu là cắn đầu của mọi người. Nó bị giáng chức từ Hạ sĩ xuống Binh nhất do cắn một sĩ quan trong Tập 1. Mercury khá nhanh nhẹn, đáng tin cậy và nhạy cảm với những cảm xúc của đội. Phản ứng của Mercury làm cho một sĩ quan đặc biệt khó chịu (thiếu tá Connery) dẫn đến sự cố trước đó đã đề cập.
Trong khi Merc thường được xem như một con chó thân thiện với các thành viên của Kéo bí ngô, có   một số sự kiện cho thấy Mercury làm được những gì mà dân thường gọi là "một con chó quân sự" có thể làm như tước khí giới của đối phương.
Trung uý Webner (ウェブナー)
- Lồng tiếng: Hiramatsu Akiko (Nhật Bản), Laurie Gallardo (tiếng Anh)

Sĩ quan phụ trách các đơn vị phát triển công nghệ của Cục tình báo quân đội
Lionel Taylor (レオニール・テイラー)
- Lồng tiếng:: Miki Shinichiro (Nhật Bản), Brian Jepson (tiếng Anh)

Một quý tộc được đính hôn với Alice mặc dù ông dường như có mục đích xấu xa nào đó
Thiếu tá Connery (コネリー)
- Lồng tiếng:: Shimura Tomoyuki (Nhật Bản), John Tyson (tiếng Anh)

Sĩ quan chỉ huy cho Tiểu đội I thuộc Cục tình báo quân đội. So với Đại ý Hunks, ông có một tích cách lạnh lùng. Tuy nhiên, khác với đại úy Hunks, ông có vẻ biết về những bí mật được giữ kín trong quân đội. Ông thường than phiền với đại úy Hunks về việc Tiểu đội III can thiệp vào hoạt động của Tiểu đội I I.
Wolmarf (ヴォルマルフ)
- Lồng tiếng: Matsumoto Đai (Nhật Bản), Bill Wise (tiếng Anh)

Kẻ thù đầu tiên của Kéo bí ngô. Ông là một nhà lãnh đạo của đội Lính Chiến lược Hóa Học (Chemical Tactics Trooper hay CTT). Oland giết ông ta với khẩu "Súng phá cửa" của anh. Lúc trở thành một tên cướp, ông ta tự gọi mình là Grauwolfe hoặc Wolfe theo tên mã của đơn vị.
Hans (ハンス)
- Lồng tiếng: Majima Junji (Nhật Bản), Vic Mignogna (tiếng Anh)

Là 1 lính Nhiệt độ cao (High Temperature Trooper hay HTT) và là người mắc nợ tổ chức bí mật "Bánh xe Bạc" (Silver Wheel). Là một lính HTT  nên anh và đồng đội của ông đã được trao một súng phun lửa và giáp bảo vệ. Tuy nhiên bộ giáp đã không bảo vệ họ chống lại các ngọn lửa, và trên thực tế, Viện Kauplan  bao phủ lên người họ một chất lỏng ngâm với thuốc giảm đau. Sau lệnh ngừng bắn, đơn vị cởi quần áo của họ,  cơ thể Hans và đồng đội của anh đã diễn ra các phản ứng hoá học, khiến họ bị bỏng nặng, và thiệt mạng. Hans, do gặp trục trặc với bộ áo giáp, nên không bị bỏng và đã bí mật sống đưới cống ngầm từ đó.

## Sản xuất

### Cấp bậc trong quân đội
Các cấp bậc quân sự và các chức danh được sử dụng bởi Tiểu đội III và phần còn lại của quân đội được dựa trên cấp hiệu được sử dụng bởi quân đội Nhật Bản trước năm 1945 . 
| Cấp bậc                        | Danh hiệu | Nhân vật được biết đến |
| ------------------------------ | --------- | ---------------------- |
| Thiếu tá (少佐 - shō sa)       |           | Connery                |
| Đại úy (大尉 - tai i)          |           | Hunks                  |
| Thiếu úy bậc 1 (中尉 - chū i)  |           | Webner                 |
| Thiếu úy bậc 2 (少尉 - shō i)  |           | Alice                  |
| Chuẩn úy (准尉 - jun i)        |           | Martis Oreldo          |
| Sergeant Major (曹長 - sō chō) |           | Stecchin               |
| Binh nhì (伍長 - go chō)       |           | Randel                 |
| Binh nhất (上等兵 - jōtō hei)  |           | Mercury                |

Trong quá trình thích ứng của Kéo bí ngô cho thị trường Bắc Mỹ, người phát triển xê-ri là George Manley (một cựu chiến binh của lực lượng vũ trang Hoa Kỳ) đã chọn giải thích các thứ hạng của "jun-i" bằng cách sử dụng từ "sublieutenant."  Lý luận của ông cho sự thay đổi này là một thực tế là ở các nước nói tiếng Anh, một hạ sĩ quan thường được chỉ định là một thành viên cao cấp sẵn sàng nhập ngũ và đã được đào tạo chức năng chuyên ngành như một cán bộ được mà không có "lệnh" pháp lý theo đúng theo quy định của Công ước Geneva.

### Đơn vị 9 Tàng hình (Invisible 9)
Đây là kết quả các cuộc thí nghiệm bất hợp pháp với con người trong chiến tranh và vi phạm các hiệp ước quốc tế, 9 Tàng hình là nhóm quân bí mật mà sự tồn tại của họ bị chính phủ hoàng gia giấu kín. Mỗi quân đoàn có số "9" là chữ số đầu tiên của họ, mặc dù đế quốc ra lệnh cho quân đoàn không có được có chữ số đó, vì vị Hoàng đế đầu tiên đã chết vào ngày 9 Tháng 8.
| Số  | Tên viết tắt | Loại                    | Biệt hiệu                            | Tên tiếng Nhật                                                         |
| --- | ------------ | ----------------------- | ------------------------------------ | ---------------------------------------------------------------------- |
| 901 | ATT          | Lính chống tăng         | Gespenst Jäger (Thợ săn ma)          | 命を無視された兵隊 (Lính thiếu sự sống, Life Neglected Soldiers)       |
| 903 | CTT          | Lính chiến lược hóa học | Krankheit Jäger (Thợ săn bệnh dịch)  | 死灰を撒く病兵 (Kẻ gieo mầm mống cái chết, Sowers of the Ash of Death) |
| 906 | FTT          | Lính chiến lược rơi     | Fallschirm Jäger (Thợ săn dù)        | 翼無き降下兵 (Thợ lặn không cánh, Wingless Divers)                     |
| 908 | HTT          | Lính nhiệt độ cao       | Alt Schmied Jäger (Old Smith Hunter) | 単眼の火葬兵 (Lò hỏa táng độc nhãn, One-eyed Cremators)                |

Chú ý
- Có thể đoán rằng các quân đoàn khác có thể được bắt nguồn theo bảng chữ cái (ví dụ 902 = BTT, 908 = HTT và "H" là chữ cái thứ tám trong bảng chữ cái, vv)
- *Fallschirmjäger là từ tiếng Đức dùng để chỉ lính dù  trong chiến tranh thế giới lần thứ hai và hiện nay vẫn được sử dụng.

## Manga và anime

### Manga
Pumpkin Scissors ban đầu được xuất bản ở Magazine GREAT vào năm 2002, nhưng sau đó chuyển đến Shonen Magazine trong tháng 10 năm 2006. Truyện đã được cấp phép bởi Del Rey như đã thông báo tại New York Comic Convention 2007. Sau một thời gian dài gián đoạn, Tập 11 được phát hành tại Nhật Bản vào ngày 20 tháng 4 năm 2009.

### Anime
Truyện được chuyển thể thành một bộ phim truyền hình anime của Gonzo và AIC, đạo diễn là Katsuhito Akiyama. Nhạc mở đầu là "Aoki Flamme" (蒼き炎(フランム)) bởi Yōko Takahashi, và nhạc kết thúc phim là tập "Mercury GO" (マーキュリー★ GO) bởi Kana Ueda và Yukai na Nakama-tachi trừ tập 18. Nó đã được phát sóng 24 tập trên Tokyo MX từ 2 tháng 10 năm 2006 đến 17 tháng 3 năm 2007. Nó được cấp phép bởi Funimation.]]. 
Bộ phim được chiếu trên Animax châu Á từ 21 tháng 5 năm 2010 đến 23 tháng 7 năm 2010, khi Truyền hình cáp Hà Nội còn chiếu  Animax.
| #  | Đầu đề                                                | Original airdate          |  |
| -- | ----------------------------------------------------- | ------------------------- |  |
|    |                                                       |                           |  |
| 01 | "Fukashi no 9ban" (不可視の9番)                       | 2 tháng 10 năm 2006       |  |
| 02 | "Sensai fukkou butai" (戦災復興部隊)                  | 9 tháng 10 năm 2006       |  |
| 03 | "So wa toutokimono narite" (其は貴きものなりて)       | 16 tháng 10 năm 2006      |  |
| 04 | "Hibiwareta shouzou" (ヒビ割れた肖像)                 | 23 tháng 10 năm 2006      |  |
| 05 | "Asahaka na otoko-tachi" (あさはかな者達(おとこたち)) | 30 tháng 10 năm 2006      |  |
| 06 | "Houjou na jikan" (豊饒(ほうじょう)な時間)            | 6 tháng 11 năm 2006       |  |
| 07 | "Odoru mono odorasareru mono" (踊る者踊らされる者)    | ngày 13 tháng 11 năm 2006 |  |
| 08 | "Setsugen ni moete" (雪原に燃えて)                    | ngày 20 tháng 11 năm 2006 |  |
| 09 | "Asagiri no onna" (朝霧の女)                          | ngày 27 tháng 11 năm 2006 |  |
| 10 | "Kabocha to hasami" (カボチャとハサミ)                | ngày 4 tháng 12 năm 2006  |  |
| 11 | "Shizuka naru Taidou" (静かなる胎動)                  | ngày 11 tháng 12 năm 2006 |  |
| 12 | "Miezaru itami" (見えざる痛み)                        | ngày 18 tháng 12 năm 2006 |  |
| 13 | "Soya ni shite bimi" (粗野にして美味)                 | ngày 25 tháng 12 năm 2006 |  |
| 14 | "Honoo, imada kiezu" (焔、いまだ消えず)               | ngày 6 tháng 1 năm 2007   |  |
| 15 | "Meisou suru sentaku" (迷走する選択)                  | ngày 13 tháng 1 năm 2007  |  |
| 16 | "Kirisakishi mono" (斬り裂きし者)                     | ngày 20 tháng 1 năm 2007  |  |
| 17 | "Nao sukuwarenu yami tachi" (なお救われぬ闇たち)      | ngày 27 tháng 1 năm 2007  |  |
| 18 | "Chiisa na senryoku" (小さな戦力)                     | ngày 3 tháng 2 năm 2007   |  |
| 19 | "Amai Wana" (甘い罠)                                  | ngày 10 tháng 2 năm 2007  |  |
| 20 | "Enja nyuujou" (演者入場)                             | ngày 17 tháng 2 năm 2007  |  |
| 21 | "Deku to Guuzou" (木偶と偶像)                         | ngày 24 tháng 2 năm 2007  |  |
| 22 | "Kodoku na Tenbin" (孤独な天秤)                       | ngày 3 tháng 3 năm 2007   |  |
| 23 | "Soshite Amai Wana" (そして甘い罠)                    | ngày 10 tháng 3 năm 2007  |  |
| 24 | "Gunjin, Heimin, Kizoku" (軍人·平民·貴族)             | ngày 17 tháng 3 năm 2007  |  |